# Major Isidoro
Major Isidoro este un oraș în statul Alagoas (AL) din Brazilia.